# Yan Morvan
Pour les articles homonymes, voir Morvan (homonymie).
Yan Morvan, né le 4 avril 1954 à Paris et mort le 20 septembre 2024 à Créteil, est un photographe, journaliste, photojournaliste et auteur français.
Codirecteur de la section photojournalisme du Centre de formation et de perfectionnement des journalistes en 1994, cofondateur du magazine Photographie.com en 1997, photojournaliste indépendant depuis 1998, il est publié dans la presse française et internationale.
Il couvre un certain nombre de grands conflits entre 1980 et 2024 en Europe, au Moyen-Orient et en Afrique. Depuis 2005, il se concentre sur des projets photographiques (Champs de bataille, Hexagone) et expose dans des festivals photos. Il est l’auteur d’une vingtaine d’ouvrages.

## Biographie
Après un DEUG de mathématiques puis une maîtrise de cinéma à l’université de Vincennes, Yan Morvan s’oriente vers la photographie.
En 1974, il publie sa première photographie dans le quotidien Libération. Pigiste pour l’agence Fotolib, il est le premier à documenter la vie des rockers et des bandes. Son premier livre Le Cuir et le Baston, aux éditions Jean-Claude Simoën, est un travail à portée sociologique sur les blousons noirs.
En février 1978, il intègre les équipes de Paris Match, puis du Figaro Magazine, rejoint l’agence Gamma en 1979 suivi par Sipa Press entre 1980 et 1988,,,.

### Années 1980
Alternant reportages de presse et longs formats, Yan Morvan se trouve à Londres à l’essor du mouvement punk, en 1980. Il part ensuite à destination de Bangkok. Les réfugiés cambodgiens y fuient les khmers rouges, il y témoigne de l’esclavage sexuel des paysans thaïs. Le reportage paraît dans le magazine Photo quelques mois plus tard,.
En juillet 1980, il intègre les équipes de Sipa, s’affirme au fur et à mesure grâce à quelques sujets : la Turquie, la guerre Iran-Irak, le conflit nord-irlandais ainsi que le mariage de Lady Diana,,.
L’intervention de l’armée israélienne au Liban en juin 1982 marque le début de l’opération Paix en Galilée. Yan Morvan y est dépêché par l’agence Sipa pour Newsweek et restera quatre ans au Liban. Son traitement du conflit est sans parti pris, il souhaite restituer fidèlement les épisodes de ce conflit majeur des années 1980. Il décide de réaliser un reportage poignant à la chambre photographique Linhof Technika 4x5" grand format le long de la Ligne verte, ce no man’s land qui sépare Beyrouth et les belligérants. Il y photographie les combattants, les civils et les ruines. Ce travail photographique, historique et ethnologique exceptionnel a failli lui coûter la vie à de nombreuses reprises. Le matériel photographique est lourd et peu adapté à ce type de terrain, mais permet de témoigner pleinement de la situation. Il remporte deux World Press Photo, et une mention pour le Robert Capa Award.
Il couvre les conflits pour la presse internationale (Ouganda, Mozambique, Rwanda, Afghanistan, Cambodge, Irak, jusqu’à la Bosnie en 1999) et les sujets de fond sur les gangs, l’amplification de la fracture sociale. Il est pris en otage et torturé pendant trois semaines par le tueur en série Guy Georges,,.

### Années 1990
Dans les années 1990, Yan Morvan crée avec Patrick Frilet le EMI-CFD et, avec Jean-François Bauret et Didier de Fays, le premier magazine français de photographie sur internet : Photographie.com, ainsi que la Bourse du talent. Il collabore également avec Thierry Ardisson dès le début du magazine Entrevue et l’avènement du porno chic,,,.

### Années 2000
Les années 2000 commencent avec la sortie de Gang aux éditions Marval, rétrospective de trente années de travail photographique.
En 2004 débute le projet Champs de bataille qui durera dix années. Équipé d’une chambre photographique Deardorff 20x25, Yan Morvan photographie les lieux de batailles en France, Europe, Amérique, Asie, Afrique et océan Pacifique. En 2015, un livre de 660 pages paraît aux éditions Photosynthèses et réunit 250 champs de bataille photographiés et commentés par Yan Morvan. La série est exposée aux Rencontres de la photographie d’Arles en 2016 et rentrera dans la collection du musée de l’Armée,,,,.

### Années 2010
En 2012 et 2016 sortent à La Manufacture de livres deux ouvrages, Gang Story et Blousons noirs, témoignages de l’évolution des bandes, puis Yan Morvan entreprend avec le photographe Éric Bouvet, le projet Hexagone. Il sillonne la France afin de faire le portrait des Français avec sa chambre photographique,.
En 2017 sortent Bobby Sands (éd. André Frère) qui remporte le prix Hip et sera exposé à Visa pour l’image, Les Années de fer (éd. Serious Publishing) et Battlefield, version américaine de Champs de bataille aux éditions Abbeville. L’année suivante sera marquée par sa première expo solo à Paris Photo (galerie Sit Down),,.

### Années 2020
En 2020, Yan Morvan expose, dans le cadre des Rencontres d’Arles, une introduction du projet Hexagone, publie son récit sur le Pigalle des années 1990 (éd. La Manufacture de livres) et présenté à la Auer Photo Foundation à Genève,,.
L’année 2021 marque la sortie de 1981, récit photographique de l’accession au pouvoir de François Mitterrand qui donnera lieu à plusieurs expositions (galerie Marlat, Initial Labo, place de la Bastille et à l’Institut François-Mitterrand). Pour les 50 ans du mouvement du Larzac, un livre aux éditions La Manufacture de livres est publié en août, accompagné d’une exposition. Il intègre également la collection d’artistes édités par Agnès b..
Yan Morvan travaille avec l’éditeur Industrie Culturelle (sous la direction de Quentin Euverte) sur la parution de ses archives sous forme de chroniques photographiques bimensuelles, parmi lesquelles Hexagone ou l’Amérique, qu’il a photographiée durant quarante ans, et la fracture sociale des années 1990.
Il édite trois hors-séries avec l’éditeur Industrie Culturelle, l’un consacré l’édition 1998 du festival Burning Man et l’autre à la guerre civile en Ouganda,. Début 2022, la maison d’édition britannique Café Royal Book édite deux fascicules consacrés à ces photographies réalisées sur la sous-culture punk et les émeutes entre 1979 et 1981.

### Enseignement
Yan Morvan est successivement formateur à l’École nationale supérieure de la photographie d’Arles, au CFD (responsable du stage photo avec Patrick Frilet à partir de 1991), au Centre de formation et de perfectionnement des journalistes (Centre de formation professionnelle des journalistes).

### Mort
Yan Morvan meurt le 20 septembre 2024 à Créteil, à l'âge de 70 ans, des suites d’un cancer,,.

## Expositions
Yan Morvan a exposé dans plusieurs festivals photos et dans une sélection de galeries d’art.
En 1980, il expose au sein de la Canon Gallery à Genève.
En 1986, il est sélectionné par le Walker Art Center de Minneapolis dans le cadre d’une rétrospective sur le photojournalisme. Il présente la même année sa série Liban au sein du Théâtre antique lors des Rencontres de la photographie d’Arles. Les photos sont présentées ensuite à la Nei Liicht foto-galerie, au Luxembourg[source insuffisante].
En 1987, il participe à l’exposition de groupe Eyewitness, 30 ans de World Press, au sein de la l’International Center of Photography, à New York.
En l’an 2000, sa série de portraits de jeunes victimes de la route, fruit d’une commande pour le Fonds national d’art contemporain, a été exposée au festival international de photojournalisme Visa pour l’image. Du 8 juillet au 29 septembre, la collection photographique de la Fnac réalise une exposition collective dans le palais de l’archevêché à l’occasion des Rencontres de la photographie d’Arles. La curation est confiée à Martin Parr. Yan Morvan y expose plusieurs photos au côté, en autres, de Berenice Abbott, Eugène Atget, Brassaï, Robert Capa, Henri Cartier-Bresson, Josef Koudelka et Marc Riboud.
Du 18 juin au 19 septembre 2010, il expose ses images du Mur de Berlin au Festival des promenades de Vendôme.
Du 13 septembre au 19 octobre 2013, à l’occasion de la sortie du livre Gang Story, il expose au sein de la galerie La Mauvaise Réputation à Bordeaux,.
La galerie MGF de Paris organise en 2014 une exposition nommée Schizophrenia qui mélange des instantanés Polaroids pris lors de ces reportages sur la guerre en Irak, la famine au Rwanda, l’industrie de la pornographie en Californie. Du 25 janvier au 22 février, la galerie Sit Down de Paris expose la série Gang.
En 2016 les Rencontres de la photographie d’Arles proposent une exposition de 80 photos issues de sa série Champs de bataille,,,. Cette exposition rentre dans la thématique du festival « Après la guerre ». Elle met en parallèle le travail de Yan Morvan à celui de Don McCullin. Yan Morvan expose simultanément à Arles sa série Blousons noirs à la galerie Huit/Sit Down. L’exposition Champs de bataille sera également exposée au musée de Millau et des Grands Causses,, à la galerie T&L de Paris. L’exposition sera ensuite montrée à Corbeil (Essonne) du 30 avril au 22 mai dans le cadre du Mois de la photo du Grand Paris, puis au Festival MAP à Toulouse, du 1er juin au 30 juin.
L’année 2018 est marquée par la sortie du livre Bobby Sands. De nombreuses expositions sont organisées à cette occasion : le Festival photo Visa pour l’image à Perpignan (du 31 aout au 15 septembre), le Festival Photo Doc à Paris (du 4 au 13 octobre), la Fondation Auer Ory pour la photographie à Hermance, en Suisse (du 19 septembre au 17 novembre) puis à Chalon-sur-Saône durant le Festival War on Screen.
La galerie La Mauvaise Réputation à Bordeaux expose deux séries de Yan Morvan dans le cadre de la saison culturelle « Bordeaux 2019 ». Anarchy in the UK consacré à la scène londonienne du début des années 1980 et Dissident, une plongée dans l’univers des gangs et des blousons noirs. La même année il expose Anarchy in the UK à la galerie Sit Down à Paris (du 15 septembre au 18 octobre).
En 2020, il expose Eat the Rich à La Jetée (Montpellier),. Le commissaire d’exposition, Valentin Courtine, présentant les séries Le Cuir et le Baston et les Années de fer. La sortie du livre 1981 est accompagnée de plusieurs événements, sa première expo entièrement composée de tirages platine chez Initial LABO, (Boulogne-Billancourt), une exposition de tirages vintage à la galerie Thierry-Marlat (Paris). Une grande exposition autour de la place de la Bastille, organisée par l’Institut François-Mitterrand est organisé du 10 au 17 mai à l’occasion de l’anniversaire de son accession au pouvoir.
Deux photographies de Yan Morvan font partie de l’exposition « Napoléon ?, Encore », dédiée à Napoléon au sein du Musée de l’Armée, aux côtés de Yan Pei-Ming ou bien Marina Abramovic
La Maison des arts du Léman expose à partir de mai 2021, Première ligne et présente différentes séries dont de nombreux tirages Cibachrome.
- 1979 : L'Autoroute, Canon Gallery, Genève, Suisse
- 1982 : L'État de grâce, FNAC galerie Étoile, Paris
- 1983 : Beyrouth, 90 jours en été, galeries Fnac Forum
- 1984 : L'Année en couleur, Sipa-Press galerie FNAC Paris
- 1985 : Photographe de guerre, galerie Beaubourg, Paris
- 1985 : Un voyage indien, galerie du Château d'eau, Toulouse
- 1986 : Liban, Arles, Théâtre antique, Rencontres de la photographie
- 1986 : Yan Morvan, la guerre au Liban, Nei Liicht Foto-Galeri, Luxembourg
- 1986 : On the Line : The New Color Photo Journalism Walker Art Center Minneapolis
- 1986 : La Ligne verte, FNAC galerie Montparnasse, Paris
- 1987 : Eyewitness, 30 Years of World Press Exhibition International Center of Photography, New York City (exposition de groupe)
- 1988 : Collection de photos FNAC, galerie FNAC Grenoble
- 1988 : 50 Photographes à Grégolimano, Grèce
- 2000 : Victimes de la route, Visa pour l'image, Perpignan
- 2000 : Portraits de guerres, Galerie Mise au point
- 2004 : exposition collective, Rencontres photographiques d'Arles
- 2010 : Mur de Berlin, Festival promenades de Vendôme
- 2013 : Gangs, La Mauvaise Réputation, Bordeaux[51]
- 2014 : Gangs, galerie Sit Down, Paris[2]
- 2014 : Schizophrenia, galerie MGF, Paris
- 2016 : Blousons Noirs, galerie Thierry Marlat, Paris
- 2016 : Champs de Bataille, T&L Galeri, Paris
- 2016 : Champs de Bataille, La Mauvaise Réputation, Bordeaux
- 2016 : Les Rencontres parisiennes de la photographie, Paris[79]
- 2016 : Champs de Bataille, Rencontres de la photographie, Arles[80]
- 2017 : Blousons noirs, festival L’Œil urbain, Corbeil-Essonnes
- 2017 : Blousons noirs, festival MAP, Toulouse[81]
- 2017 : Champs de Barailles, Festival No'Photo, Genève
- 2018 : Bobby Sands, Photo Doc, Paris
- 2018 : Bobby Sands, Visa Pour l'image, Perpignan[82]
- 2019 : Bobby Sands, Fondation Auer, Hermance (Suisse)[83]
- 2019 : Bobby Sands, Chalon-sur-Saône[84]
- 2019 : Esprits rebelles, galerie LMR et Hôtel de Ragueneau, Bordeaux[85],[86]
- 2019 : Liban, la ligne verte, galerie Folie, Paris[86]
- 2019 : Liban, la ligne verte, Chalon-sur-Saône[84]
- 2019 : Anarchie au Royaume-Uni, galerie Sit Down, Paris[2]
- 2020 : Eat the Rich, La Jetée, Montpellier
- 2020 : Hexagone, Rencontres de la photographie d'Arles, gare de Lyon et gare d'Avignon[87].
- 2021 :  1981, exposition place de la Bastille, Institut François Mitterrand[36]

## Publications
- Avec Maurice Lemoine, Le Cuir et le Baston, Ailleurs, 1976, 246 p.[88]
- Le Photojournalisme, Contrejour, 1994 (ISBN 9782859491703)
- Avec Patrick Frilet, Photojournalisme, Le Guide, CFD, 1995
- Avec Jean-Marc Barbieux, Mondosex. Petit Catalogue raisonné des comportements sexuels à l'aube du XXIe siècle, Contrejour, 1995 (ISBN 978-2859491789)[89]
- Avec Jean-Marc Barbieux, Gang, Marval, 2000 (ISBN 9782862343105)
- Photojournalisme, CFPJ, Victoires Editions, 2000 (ISBN 978-2908056372)
- Avec Jean-Marc Barbieux, BodMod, Marval, 2003, 142 p. (ISBN 9782862343570)
- Photojournalisme, Victoires Editions, 2008
- Avec Kizo, Gangs Story, La Manufacture de livres, 2012 (EAN 9782358870498)
- Champs de bataille, Photosynthèses, 2015, 660 p. (ISBN 9782363980113)[90]
- Blousons noirs, La Manufacture de livres, 2015, 176 p. (ISBN 9782358870771)[91],[92]
- Avec Pierre Mikaïloff, Race with the devil, Serious Publishing, 2018 (ISBN 9782363200228)[93]
- Liban, Photosynthèses, 2018, 472 p. (ISBN 9791095822004)
- Avec Sorj Chalandon, Bobby Sands, André Frère Editions, 2018, 240 p. (ISBN 9791092265712)
- (en) Battlefields, Abbeville Press, 2018, 668 p. (ISBN 978 0789 2130 75)
- Avec Don Letts et Francis Dordor, Les Années de fer, Sérious Publishing, 2019 (ISBN 9782363200280)
- BKK, Noeve, 2019, 176 p. (ISBN 9782490676132)
- Pigalle, La Manufacture de livres, 2020, 235 p. (ISBN 9782358876841)
- Avec Aurélie Taupin, Reporter de guerre, La Martinière, 2021, 240 p. (ISBN 9782732451756)[5],[94]
- 1981, Edisens, 2021 (ISBN 9782351133675)
- Larzac, la première Zad, La Manufacture de livres, 2021 (ISBN 9782358877848)
- London Subculture Punk & Protest 1979–1981 (2 vol.), Southport, Café Royal Books, 2021, 72 p.[95]

## Les archives Yan Morvan
La répétition des guerres et les régulières évolutions des populations marginalisées ont fait comprendre à Yan Morvan qu’il pouvait utiliser ces photos d’archives pour mieux illustrer les phénomènes actuels.
Il met en pratique ce concept en publiant alternativement des sujets contemporains et d’archives. Liban, publié en 2018 et dont les photos datent de 1882 à 1985 est un avertissement à la situation au Moyen Orient. Pour illustrer le Brexit, Yan Morvan sort en 2018 et 2019 deux livres, Bobby Sands, sur l’enterrement du nationaliste irlandais en 1981, puis Les Années de fer sur l’Angleterre de Margareth Tatcher.
BKK, traitant de la condition des travailleuses du sexe en Thaïlande en 1979 est un message fort sur la condition féminine en 2019, Pigalle sortis en 2020 entre les deux confinements, nous plonge dans l’univers des nuits parisiennes des années 1990.
En 2020, Yan Morvan décide de s’associer à l’éditeur Industrie Culturelle (IC) afin de développer un magazine bimensuel édité à 300 exemplaires. Les sujets, puisés dans les archives de Yan Morvan, vont constituer une collection de plus 100 magazines et livres,. Ce projet est édité par Quentin Euverte.
- Digue des Français, No 1, 1er mai 2021
- Lady Diana, No 2, 15 mai 2021
- Lourdes, No 3, 1er juin 2021
- Squat Didot, No 4, 15 juin 2021
- Liban-Inédits, No 5, 1er juillet 2021
- Fetish Girls (2002), No 6, 15 juillet 2021
- Max Hardcore, No 7, 1er aout 2021
- Arafat (1982), No 8, 15 aout 2021
- E-Junk (2002), No 9, 1er septembre 2021
- Saintes-Maries-de-la-Mer, No 10, 15 septembre 2021
- Kosovo (1999), No 11, 1er octobre 2021
- Furries (2002), No 12, 15 octobre 2021
- Palace, No 13, 1er novembre 2021
- Sextoys, No 14, 15 novembre 2021
- Teresa, No 15, 1er décembre 2021
- Berlin 81, No 16, 15 décembre 2021
- Culturisme, No 17, 1er janvier 2022
- Légion, No 18, 15 janvier 2022

## Prix et récompenses
Ses reportages de guerre lui valent une mention pour le prix Robert-Capa, pour son travail au Liban en 1983 et deux prix du World Press Photo en 1984,.

## Collections publiques
- Musée de l’Armée, Hôtel national des Invalides, Paris : Champs de bataille (2004-2017)[26],[27],[102]
- La Contemporaine (ex BDIC et Musée d’histoire contemporaine), Nanterre[103](reportages sur la guerre du LIban (1982-1985) et les réfugiés du Kosovo (1999))
- Centre national des arts plastiques[104]
- Walker Art Center, Minneapolis[105]
- Multimedia Art Museum, Moscou[106]

### Audio/vidéo
- [audio] Yan Morvan : Le Coppola de la guerre, 2010 sur oufipo.org.
- [vidéo] Yan Morvan : reporter de guerre, un demi-siècle de photographie, la mort aux trousses, Caractères, 27 décembre 2020, 1 h 11.